# Projekt 56 Spokojnyj
Projekt 56 Spokojnyj (ryska: Спокойный (”lugn”), NATO-rapporteringsnamn Kotlin-klass) var en serie jagare byggda i Sovjetunionen på 1950-talet.

## Utveckling
Under andra världskriget hade Sovjetiska flottan förlorat 34 jagare och ytterligare 30 jagare som påbörjats hade aldrig slutförts eftersom designen hunnit bli omodern. Den 15 augusti 1945 presenterades därför en ambitiös plan där Sovjetunionen under tio år skulle bygga 132 stora och 226 mindre jagare. Den tilltänkta designen Projekt 41 visade sig dock vara för dyr för serieproduktion och endast ett fartyg, Neustrasjimyj, färdigställdes.
Sommaren 1951 presenterades i stället en förenklad variant av Projekt 41 med samma beväpning, men med kortare räckvidd och aktionstid och 600 ton mindre deplacement. Konstruktionen godkändes av Sovjetunionens ministerråd 4 april 1954 och det första fartyget började byggas i november samma år.
År 1958 inleddes ett program för att stärka fartygens ubåtsjaktförmåga. Sjunkbombkastaren BMB-2 togs bort och i stället fick fartygen ubåtsjaktraketer av typen RBU-2500 (utom jagaren Moskovskij Komsomolets som fick de kraftigare RBU-6000) i fören och två mindre RBU-1000 i aktern. Dessutom fick det den nya hydrofonen Platina. Elva fartyg genomgick det moderniseringsprogrammet och fick beteckningen Projekt 56PLO (Protivolodotjnaja oborona = ubåtsjakt).
25 juli 1955 beslutade chefen för marinen, amiral Nikolaj Kuznetsov att jagaren Bedovoyj som första fartyg i världen skulle beväpnas med sjömålsrobotar. 23 januari 1956 togs fartyget in för ombyggnad varvid 130 mm-pjäserna avlägsnades och den aktre 45 mm-pjäsen flyttades till fördäck. På akterdäck monterades en avfyringsramp för sjömålsroboten P-1 Strela (NATO-beteckning SS-N-1 Scrubber). De första provskjutningarna ägde rum i februari 1957. Roboten krävde 15–20 minuters förberedelser innan de kunde avfyras, och för att skydda roboten och besättningen byggdes en bepansrad kur över början av avfyringsrampen. Fartyget behövde också extra ballast vilket ökade deplacementet till 2850 ton. Ytterligare åtta robotar förvarades i en ny överbyggnad framför avfyringsrampen. Ytterligare fyra fartyg byggdes enligt denna modell som fick beteckningen Projekt 56M (NATO-beteckning Kildin-klass).
31 augusti 1959 beslutades att ett av fartygen i serien, Bravyj, på försök skulle beväpnas med luftvärnsrobotar för att kunna bekämpa fientligt flyg och sjömålsrobotar. I en första modifiering 1959–1960 demonterades alla vapen akter om torpedtuberna och i stället för det aktre kanontornet installerades en ny överbyggnad med ett robotmagasin, och ovanpå den en ZIF-101 avfyringsramp med två robotlavetter för M-1 Volna-robotar (NATO-beteckning SA-N-1 Goa). Vid en andra modifiering 1963–1964 fick hon en kran för att kunna lasta ombord robotar till sjöss och aktra skorstenen, masten och överbyggnaden fick samma utseende som de andra sju fartygen som utrustades med luftvärnsrobotar. Dessa har beteckningen Projekt 56A. Dessa fartyg har radarn MR-310 Angara-A. Tre av fartygen har även fått fyra stycken AK-230 dubbla 30 mm pjäser för att kompensera för de 45 mm-pjäser som försvann i samband med uppgraderingen.
Den sista uppgraderingen genomfördes 1969 på tre fartyg (Bedovyj, Neulovimyj och Prozorlivyj) av typen Projekt 56M. De nu omoderna P-1 Strela-robotarna togs bort och i stället monterades två АК-276 dubbeltorn med 76 mm allmålskanoner. På båda sidor om aktra skorstenen monterades två avfyringstuber för den modernare sjömålsroboten P-15 Termit.

## Varianter
- Projekt 56 (Kotlin) – Ursprunglig design. 27 byggda.
- Projekt 56PLO (Mod Kotlin) – Elva fartyg modifierade genom att sjunkbombkastarna BMB-2 byttes ut mot RBU ubåtsjaktrakter.
- Projekt 56K (Kotin SAM) – Ett fartyg, Bravyj, använd som provbänk för luftvärnssystemet M-1 Volna. De aktra 130 mm-pjäserna togs bort och fartyget försågs med stabilisatorer.
- Projekt 56A (Kotin SAM) – Totalt åtta fartyg utrustade med M-1 Volna. Dessa har modifierade skorstenar och överbyggnad samt modernare radar.
- Projekt 56AE (Kotin SAM) – Ett fartyg, Spravedlivyj, modifierat för export till Polen.
- Projekt 56EM (Kildin) – Ett fartyg, Bedovoyj, använd som provbänk för sjömålsrobotsystemet P-1 Strela.
- Projekt 56M (Kildin) – Ytterligare fyra fartyg konstruerade från början med P-1 Strela.
- Projekt 56U (Mod Kildin) – Tre av fartygen i klassen Projekt 56M moderniserade med kraftigare artilleri och sjömålsroboten P-15 Termit.